# مروارید (رمان)
مروارید (به انگلیسی: The Pearl) رمان کوتاهی است از جان استاین‌بک که در سال ۱۹۴۷ به چاپ رسید. داستان در مورد یک مکزیکی فقیر است که بزرگ‌ترین مروارید دنیا را می‌یابد به امید اینکه این مروارید زندگی خانواده‌اش را تغییر دهد و آنها را به خوشبختی برساند. اما این گنج چیزی بجز تباهی و نابودی برای آنها به ارمغان نمی‌آورد. مانند دیگر آثار اشتاین بک این داستان نیز حول مسائلی چون فقر، ثروت و بی عدالتی در جامعه می‌گردد. این داستان نمونه کاملی از ناتورالیسم است.

## خلاصه داستان
کینو، جوآنا و فرزندشان کویوتیتو در خانه‌ای فقیرانه در کنار ساحل زندگی می‌کنند. صبح یک روز عقربی کویوتیتو را می‌گزد. کینو و همسرش شتابان او را نزد پزشک شهرشان می‌برند اما به آنها به علت اینکه خانواده‌ای فقیر و بومی هستند وپولی برای پرداخت ندارند، اجازه ورود داده نمی‌شود.
ساعتی بعد کینو و همسر و فرزندش برای جستجو به دریا می‌روند تا بلکه مرواریدی بیابند که بتوانند خرج درمان بچه‌شان را به‌وسیله آن بپردازند. اما کینو بزرگ‌ترین مرواریدی را که به عمرش نظیر آن را ندیده بود، می‌یابد.
اما اوضاع طبق مراد آنها پیش نمی رود و مجبور می شوند شبانه از روستا بگریزند. مردانی مسلح در تعقیب آنها هستند. 

## شخصیت‌ها
- کینو (Kino) غواصی فقیر است که زندگی اش را از راه جستجوی مروارید تأمین می‌کند. او شخصیتی است مغرور، یک دنده و خیره سر، و سر انجام همین امر باعث تباهی خودش و خانواده اش می‌شود. آرزوی پایان دادن به زندگی فقیرانه، و تعالی یافتن به موقعیت عالی مالی و اجتماعی، چشم عقل و بصیرت کینو را کور کرده‌است.
- جوآنا (Juana) همسر کینو، از نظر شخصیتی کاملاً با وی مغایرت دارد. جوآنا شخصیتی است اندیشمند که به خوبی نشانه‌های هشدار دهنده‌ای که کینو از پذیرفتن آنها امتناع می‌کند را می‌بیند. با این حال او به خاطر وفاداری و فرمانبرداری دیرینه اش نسبت به همسرش، قادر به عوض کردن شرایط نیست.
- کویوتیتو (Coyotito) پسربچه کینو و جوآنا است. در ابتدای داستان او به‌وسیله عقربی گزیده می‌شود، اما پزشک از دیدن او امتناع می‌کند. در انتهای داستان او به ضرب گلوله کشته می‌شود.
- جوآن توماس (Juan Tómas) برادر کینو و بسیار وفادار به او و خانواده اش است.
- دکتر (Doctor) شخصیتی است که به عنوان فردی فاقد ارزش‌های اخلاقی تصویر شده‌است. او بی پرده از ملاقات و درمان کویوتیتو تنها به جهت اینکه آنها پولی برای پرداخت ندارند، سر باز می‌زند. اما پس از شنیدن خبر یافتن گنجی گرانبها توسط کینو، خودش جهت درمان بچه به خانه آنها می‌رود.

## عناصر طبیعت‌گرایانه داستان
این داستان نمونه کاملی از طبیعت‌گرایی است. از عناصر آن در این داستان می‌توان از فقر، نقش حیاتی پول، تبعیض اجتماعی، بی عدالتی، بی اثر بودن مذهب، وراثت شغلی، وراثت شرایط بد اجتماعی از نیاکان، ولحظات فراوانی که انسان‌ها جنبه حیوانی خویش را هویدا می‌کنند، یاد کرد. در ابتدای داستان این خانواده در شرایط بسیار بدی زندگی می‌کنند؛ ولی رفته رفته و با پیدا کردن یک گنج بی نطیر شرایط رو به بهبودی می‌گذارد و به نطر می‌رسد که زندگی آنها به یک زندگی مرفه و عالی تبدیل خواهد شد؛ ولی در انتها نتیجه کاملاً برعکس است و شرایط آنها از آنچه در ابتدا بود بسیار بدتر می‌شود. آنها خانه، قایق، مروارید، و حتی بچه‌شان را از دست می‌دهند. این ناتورالیسم است. از دیگر عناصر ناتورالیستی در این داستان می‌توان از ویژگی خصمانه بودن تقدیر در برابر انسان نام برد. تقدیر تمام حوادث را بر ضد کینو رقم می‌زند: گزیده شدن کویوتیتو به‌وسیله عقرب، سپس یافتن یک مروارید خارق‌العاده که جریان زندگی وی را عوض می‌کند، اصابت گلوله اتفاقی در تاریکی از پایین کوه به بچه درون غاری در بالای کوه...

## مضمون داستان
این داستان از موضوعات مختلفی چون نقش تقدیر در زندگی انسان، یا تأثیر ظلم وستم اجتماعی جامعه در تباهی زندگی افراد و... سخن می‌گوید. اما موضوع یا تم اصلی این داستان که تمی طبیعت‌گرایانه‌است در یک جمله خلاصه می‌شود: «انسان می‌تواند در زندگی شجاعانه مبارزه نماید، می‌تواند در این مبارزه پیروز یا مغلوب شود، تفاوتی نمی‌کند زیرا نکته این است که او به هیچ چیز نخواهد رسید!»

## فیلم
فیلم مروارید (La perla) به زبان اسپانیایی در سال ۱۹۴۸ بر اساس این داستان ساخته شده‌است.

## ترجمه به فارسی
این به زبان فارسی ترجمه شده و با مشخصات زیر به چاپ رسیده است:
- م‍رواری‍د، ت‍رج‍مۀ محمدجعفر محجوب، ت‍ه‍ران‌: آرمان‏‫، ۱۳۴۹.
- م‍رواری‍د، ترجمۀ سیروس طاهباز، تهران: سازمان کتاب‌های جیبی‏‫، ۱۳۴۴.
- م‍رواری‍د، ترجمۀ سروش حبیبی، تهران: فرهنگ معاصر‏‫، ۱۳۹۰.
- ‭‬‬م‍رواری‍د، ت‍رج‍مۀ م‍ح‍س‍ن‌ س‍ل‍ی‍م‍ان‍ی‌، ت‍ه‍ران‌: ن‍ش‍ر اف‍ق‌، ۱۳۷۹.
- م‍رواری‍د، ترجمۀ نفیسه غفاری‌‌‌مقدم، تهران: افق‏‫، ۱۳۹۹.
- م‍رواری‍د، ترج‍مۀ ن‍ص‍رت‌ال‍ل‍ه‌ م‍ه‍رگ‍ان‌، ت‍ه‍ران‌: م‍ن‍ص‍وری‌‏‫، ۱۳۷۰.
- م‍رواری‍د، ترجمۀ علی پورانفر، تهران: انتشارات دبیر، ‏‫۱۳۹۸.
- م‍رواری‍د، ترجمۀ مولود صفری، تبریز: فروزش‏‫، ۱۳۹۹.
- م‍رواری‍د، ترجمۀ سحر رجبیان، تهران: انتشارات نارنگی‏‫، ۱۴۰۰.
- م‍رواری‍د، ترجمۀ فاطمه مهرعلی، تهران: نشر آباژور‏‫،‌ ۱۴۰۳.
- م‍رواری‍د، ترجمۀ مهدی علایی‌باهر، تبریز: پروژه ترجمه حسنلو‏‫‬، ۱۳۹۹.
- م‍رواری‍د، ت‍رج‍مۀ ن‍ص‍رت‌الله‌ رئ‍ی‍س‍ی‌، تهران: ع‍ارف‌‏‫، ۱۳۶۲.
- م‍رواری‍د، ت‍رج‍مۀ م‍ی‍ت‍را میرش‍ک‍ار س‍ی‍اه‍ک‍ل‌، تهران: انتشارات ن‍وآوران‌‏‫، ۱۳۷۷.
- م‍رواری‍د، ت‍رج‍م‍ۀ ش‍اه‍رخ‌ ح‍ک‍م‍ت‌، ت‍ه‍ران‌: ک‍اوش‍گ‍ر‏‫، ۱۳۷۸.
- م‍رواری‍د، ترجمۀ محمدصادق شریعتی و مرجان‌السادات حسینی، تهران: گویش نو‏‫، ‏‫۱۳۸۸.
- م‍رواری‍د، ترجمۀ میراندا فیروزبخش، ت‍ه‍ران‌: بارش دانش‏‫، ‏‫۱۳۸۸.
- م‍رواری‍د، ترجمۀ فرزام حبیبی، تهران: ناژ‏‫، ۱۳۹۲.
- م‍رواری‍د، ترجمۀ سیده‌نرگس حسینی، قم: رخ مهتاب راتا‏‫، ۱۳۹۲.
- م‍رواری‍د، ترجمۀ علیرضا قدری، تهران: انتشارات آرمان نوباوه‏‫، ۱۴۰۰.
- م‍رواری‍د، ترجمۀ مریم مردانی، کرج: ارتباط برتر‏‫، ‫۱۴۰۲.
- م‍رواری‍د، ترجمۀ مریم دموری‏‫، بندرعباس: زبانکدۀ پردیس‏‫، ‏‫۱۳۹۱.
- م‍رواری‍د، ترجمۀ عباس مهرپویا، تهران: همای مهر، ‏‫‬‏۱۴۰۳.
- م‍رواری‍د، ت‍رج‍مۀ م‍ول‍ود ص‍ف‍ری‌، ت‍ب‍ری‍ز: خ‍وروش‌ف‍روزش‌، ۱۳۸۱.
- م‍رواری‍د، ت‍رج‍مۀ م‍ی‍ن‍ا ص‍ف‍ری‌، ت‍ه‍ران‌: خ‍وروش‌، ۱۳۸۰.
- م‍رواری‍د و ت‍ات‍وی‌ ق‍رم‍ز، ت‍رج‍مۀ س‍ی‍روس‌ طاه‍ب‍از، ت‍ه‍ران‌: ن‍گ‍اه‌‏‫، ۱۳۶۹.

همچنین چند نسخۀ تلخیص‌شده از این رمان به چاپ رسیده است:  
- م‍رواری‍د، تلخیص حسن زمانی، تهران: همشهری‏‫، ۱۳۹۱.
- م‍رواری‍د، تلخیص مصطفی جمشیدی‌، تهران: شرکت انتشارات علمی و فرهنگی، کتاب‌های پرندۀ آبی، ‏‫۱۳۹۵.
- م‍رواری‍د، تلخیص و ترجمۀ محسن سلیمانی، تهران: افق، ‏‫۱۳۸۷.‬